# Кащеев, Тихон Гаврилович
Тихон Гаврилович Кащеев (1903—1972) — младший сержант Рабоче-крестьянской Красной Армии, участник Великой Отечественной войны, Герой Советского Союза (1944).

## Биография
Тихон Кащеев родился 18 июня 1903 года в селе Мордовское Корино (ныне — Ельниковский район Мордовии). Получил начальное образование, после чего работал в колхозе. В июне 1941 года был призван на службу в Рабоче-крестьянскую Красную Армию; с августа того же года — на фронтах Великой Отечественной войны. К сентябрю 1943 года гвардии младший сержант Тихон Кащеев командовал отделением 78-го гвардейского стрелкового полка 25-й гвардейской стрелковой дивизии 6-й армии Юго-Западного фронта. Отличился во время битвы за Днепр.
В ночь с 25 на 26 сентября 1943 года в составе отряда гвардии старшего лейтенанта Зевахина Кащеев переправился через Днепр в районе села Войсковое Солонянского района Днепропетровской области Украинской ССР. Группа выбила противника из занимаемых им траншей и с высоты 130,3, захватив плацдарм. Утром 26 сентября немецкие войска пять раз атаковали позиции группы, но все атаки были успешно отбиты. Когда из строя выбыл командир взвода, Кащеев заменил его собой и поднял взвод в атаку, лично уничтожив около 10 вражеских солдат и офицеров.
Указом Президиума Верховного Совета СССР от 19 марта 1944 года за «мужество и героизм, проявленные при удержании и расширении плацдарма на правом берегу Днепра» гвардии младший сержант Тихон Кащеев был удостоен высокого звания Героя Советского Союза с вручением ордена Ленина и медали «Золотая Звезда» за номером 5899.
В 1945 году Кащеев был демобилизован. Вернулся на родину, работал в колхозе. Скончался 3 апреля 1972 года.
Был также награждён орденом Красного Знамени и рядом медалей.